# Ichoca
Ichoca es una localidad y municipio de Bolivia, ubicado en la provincia de Inquisivi del departamento de La Paz. El municipio tiene una superficie de 880,36 km² y cuenta con una población de 7.913 habitantes (según el Censo INE 2012). La localidad está ubicada a 220 km al sureste de la ciudad de La Paz, sede de gobierno del país.

## Geografía
El municipio se ubica en la cordillera Oriental de los Andes, en el centro-oeste de la provincia de Inquisivi, al sureste del departamento de La Paz. Limita al norte con el municipio de Quime, al oeste con la provincia de Loayza, al sur con el departamento de Potosí y el municipio de Colquiri, y al este con el municipio de Inquisivi.
Su topografía es accidentada, abrupta e irregular, compuesta por una zona de faldas altoandinas y también de cabecera de valle, con altitudes que van desde 2.400 a 5.560 m s. n. m. Dentro del municipio se encuentra la Cordillera Santa Vera Cruz con su punto más alto en el nevado homónimo. El río más importante que surca el municipio es el Ichoca. Su clima es templado de estepa con invierno seco y frío, con una temperatura promedio anual de 15 °C. Presenta una precipitación pluvial de 520 mm concentrada entre diciembre y marzo.

## Demografía
De acuerdo con el censo boliviano de 2024, la población del municipio de Ichoca es de 9 536 habitantes.
La población del municipio aumentó casi a la mitad entre 1992 y 2024:
| Año  | Habitantes (municipio) | Fuente |
| ---- | ---------------------- | ------ |
| 1992 | 6 685                  | Censo  |
| 2001 | 6 839                  | Censo  |
| 2012 | 7 820                  | Censo  |
| 2024 | 9 536                  | Censo  |

## Economía
La actividad económica principal del municipio es la agrícola, con cultivos de papa y hortalizas principalmente, además de cultivos de forrajes como cebada, avena, alfalfa, siendo todos los productos comercializados en las ferias locales, en Achacachi y en la ciudad de La Paz.
Otra actividad importante es la ganadería, con ganado bovino de raza criolla que es comercializado en pie en las ferias de Ichoca y Tablachaca, en el municipio vecino de Yaco.
Entre sus atractivos turísticos están las aguas termales de Ichoca, la iglesia de Ichoca y los chullpares. 